# Lloseta
Lloseta és una vila i municipi del Raiguer de Mallorca. Limita amb els termes d'Alaró, Mancor de la Vall, Selva, Inca i Binissalem. Situat al vessant sud de la Serra de Tramuntana, la meitat nord del municipi és muntanyosa i la meitat sud és plana.

## Etimologia
El nom Lloseta prové del mot lausa (del que deriva llosa), d'origen preromà. Al llarg de la història apareix documentat amb formes antigues com Lauzeta (1232), Lauseta o Lausaia (1241), i Loseta (1348). Segons recull Joan Coromines a l'Onomasticon Cataloniae, no es tracta d'un diminutiu ni d'un col·lectiu en -età, formes que no tenen paral·lels en altres llengües romàniques, sinó d'un derivat amb el sufix -ata, com en altres llengües: lousada (gallec-portuguès), losada (castellà) o llosada (català). El canvi de a a e s’explica per fenòmens fonètics de l'àrab vulgar. Contrasta amb l'opinió del Diccionari català-valencià-balear, que considera que Lloseta és un diminutiu de llosa.

## Població
| Entitat de població | Habitants (2024) |
| Lloseta             | 6.536            |
| Font: INE           |                  |

Lloseta té 6.456 habitants, coneguts com a llosetins. Els llinatges més comuns són Coll, Ramon, Pons, Muñoz, Pérez, Bestard, Ruíz, Gómez, Garcia i Villalonga.
El municipi de Lloseta presenta diverses àrees dins o properes al nucli principal que conserven una denominació pròpia, com ara les Fletxes, el Morull, el Pou Nou, Son Batle i les Tanques. A més, dins el terme municipal es distingeixen nuclis amb entitat pròpia com Aiamans, de caràcter tradicional, i zones de més recent urbanització com la Clota, que responen al creixement urbanístic i demogràfic dels darrers anys.
Al llarg dels darrers dos segles, la població de dret de Lloseta ha experimentat un creixement sostingut, tot i algunes oscil·lacions en períodes concrets. A mitjan segle xix, el municipi comptava amb poc més de 1.100 habitants (1842), però a partir del canvi de segle s'observa un augment progressiu, arribant a superar els 2.000 habitants l'any 1910. Aquest creixement va continuar de manera moderada durant la primera meitat del segle xx, amb una població de 2.599 habitants el 1940 i 2.581 el 1950, mostrant certa estabilitat.
A partir de la dècada de 1960, Lloseta viu un increment demogràfic més notable. De 2.952 habitants el 1960, es passa a 3.767 el 1970 i a més de 4.200 l'any 1981. Aquest augment es manté durant les dècades posteriors, amb un fort creixement especialment entre 1991 i 2011, quan la població passa de 4.760 a 5.690 habitants. El 2021, Lloseta registra 6.318 habitants de dret.

## Geografia
El municipi de Lloseta està situat a la zona central-nord de l'illa de Mallorca, a la transició entre la plana interior i els contraforts meridionals de la Serra de Tramuntana, de la qual n'ocupa parcialment el vessant sud. Amb una superfície de poc més de 12 km², és un dels municipis més petits de Mallorca.
El terme presenta dues grans unitats morfològiques: al nord, un sector de relleu abrupte i muntanyós, amb cims com el Puig del Cocó (520 metres), on predominen les masses forestals i els pendents pronunciats; al sud, una plana agrícola més suau, tradicionalment dedicada al conreu. El territori és travessat pel torrent d’Almedrà o de l'Estorell, que recull les aigües d'aquesta zona de la Serra i desemboca a la badia d'Alcúdia, contribuint a l'ecosistema de l'Albufera. El municipi forma part de les conques hidrogràfiques del torrent d'Almedrà i parcialment del torrent de Sant Miquel, i el sòl es troba sobre dues unitats hidrogeològiques que presenten risc de sobreexplotació i contaminació per nitrats o salinització.
Des del punt de vista ecològic, més del 40% del terme municipal gaudeix de protecció ambiental, especialment a través de la Llei d'Espais Naturals de les Illes Balears. El territori inclou àrees classificades com a ANEI (Àrea natural d'especial interès) i ARIP (Àrea rural d'interès paisatgístic), i també espais incorporats a la xarxa europea Natura 2000, com la ZEPA d'Alfàbia a Biniarroi i el LIC de la cova del Corral dels Porcs.
La vegetació natural és pròpia del clima mediterrani: els boscos de pins blancs (Pinus halepensis), amb sotabosc d'olivella, romaní i garric, cobreixen 103 hectàrees; els alzinars (Quercus ilex), més resistents i situats a les àrees elevades i ombrívoles, ocupen unes 44 hectàrees; i les garrigues i matollars secs completen el paisatge forestal amb unes 80 hectàrees. Aquest mosaic vegetal coexisteix amb l'espai agrícola tradicional, que domina bona part del terme. L’agricultura ocupa la major part del territori, principalment de secà. Els conreus més extensos són l'ametller, els cereals, l'olivera, el garrover i la figuera. Els espais de regadiu, molt reduïts, es concentren a la zona del Rafal d'en Marc, a la vall de l'Estorell. Tot i el pes històric de l'agricultura, avui aquesta activitat és minoritària.
Un altre tret geogràfic rellevant és la riquesa geològica del subsòl. Al nord afloren materials del Juràssic, com calcaris i dolomies, amb presència d'estructures càrstiques i zones d'explotació minera. Lloseta ha estat històricament un punt d'extracció de lignit, un carbó d'origen lacustre de l'Eocè superior, que s'ha explotat industrialment durant més d'un segle. A més, el terme acull pedreres de pedra calcària, emprades fins fa poc per a la producció de ciment pòrtland en la fàbrica local, i també argiles del Cretaci, utilitzades en la fabricació de materials ceràmics per a la construcció.

## Història

### Època antiga i medieval

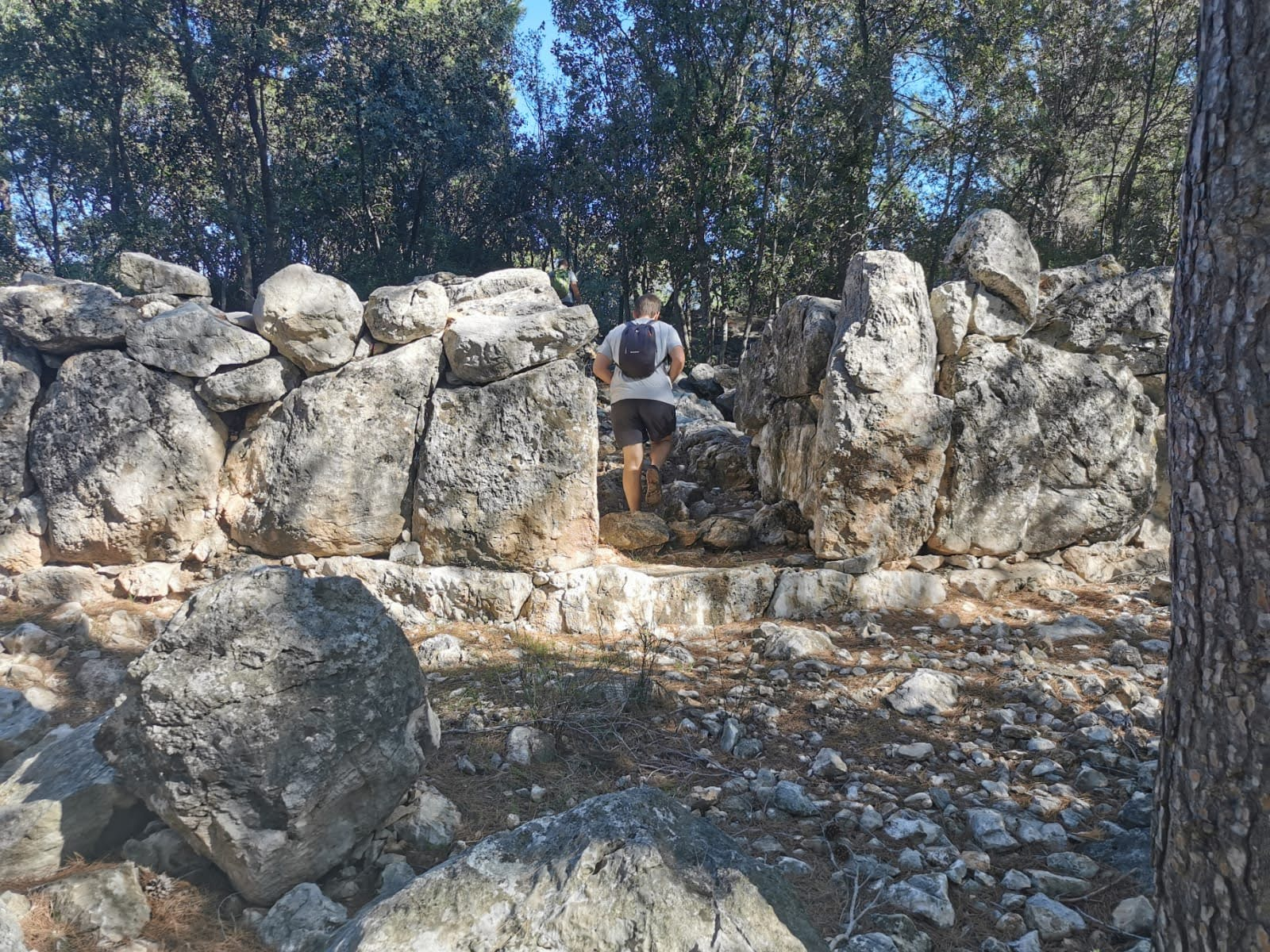
Fortificació talaiòtica del Castellot del Fideicomís

La presència humana al terme de Lloseta està documentada des de la prehistòria. S'han trobat diversos jaciments prehistòrics d'època pretalaiòtica i talaiòtica als voltants del poble, incloent quatre coves sepulcrals i un recinte fortificat. En època islàmica (segles x-xiii), les terres de Lloseta formaren part del juz' d'Qanarusa dins l'Emirat de Mayūrqa, organitzades en alqueries.
Després de la conquesta catalana de 1229, el rei Jaume I va adjudicar el territori de Lloseta a Guillem de Montcada, vescomte de Bearn. Posteriorment, la vídua de Montcada cedí aquestes possessions a Arnau de Togores, sota condició de mantenir dos cavallers armats en cada una de les finques per a la defensa del territori. Al segle xvii, el 1634, la Corona atorgà el títol de baró de Lloseta i comte d'Aiamans als senyors de Togores, amb jurisdicció civil i criminal sobre les seves terreses. En aquesta època, el nucli d'Aiamans i el de Lloseta quedaren sota el domini senyorial de la família Togores. La proximitat del petit nucli de Lloseta al palau d'aquesta casa propicià el creixement del poble, que acabà integrant urbanísticament l'antic llogaret d'Aiamans durant l'edat moderna.
El municipi de Lloseta, tal com es coneix avui, es va constituir a mitjan segle xix. Fins aleshores formava part del terme veí de Binissalem, però l'any 1842 Lloseta es segregà administrativament de Binissalem i esdevingué municipi independent. Poc després, el 1875, arribà el ferrocarril: es va inaugurar la línia de tren de Palma a Inca, amb parada a Lloseta, fet que va millorar les comunicacions i tingué un impacte en l'economia local.

### Seglesxix-xx

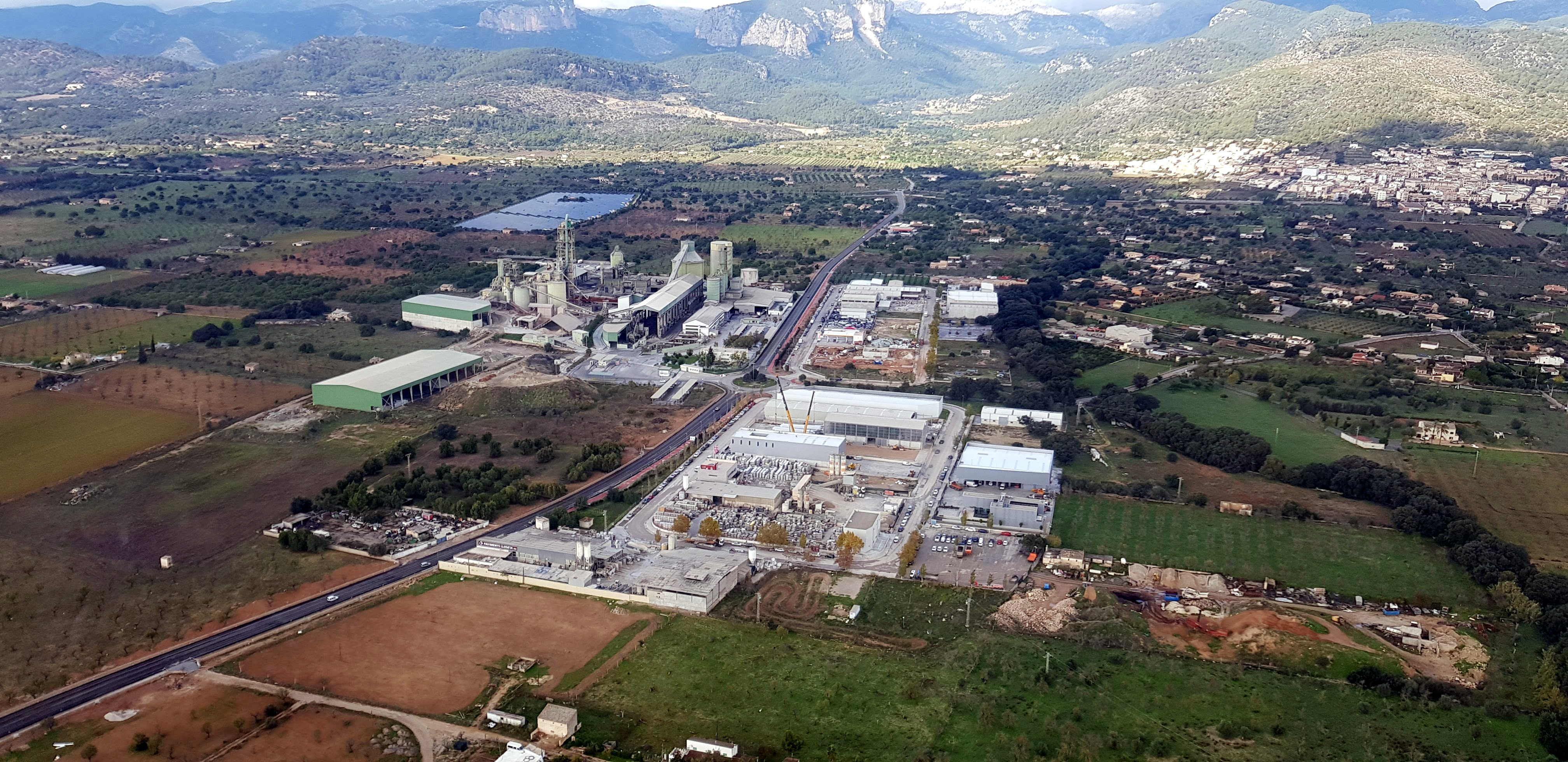
Cimentera de Lloseta amb el poble al fons

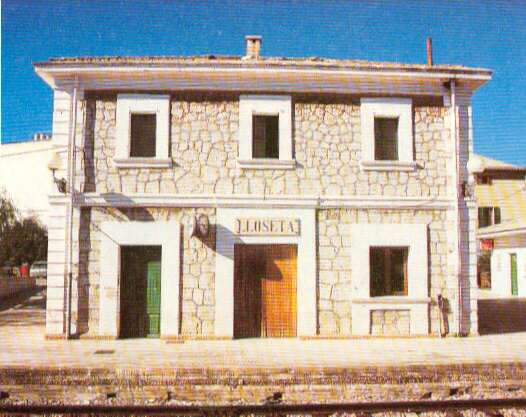
Estació de tren de Lloseta

Lloseta entrà al segle xx encara amb una economia agrària, però a partir de finals del segle xix i començament del xx s'introduïren les primeres indústries. Durant la segona meitat del segle xx, el municipi visqué importants transformacions socioeconòmiques. Destacà l'explotació minera de carbó: ja el 1930, els pous miners de Lloseta i la comarca aportaven el 85% del carbó de Mallorca, combustible clau per a generar electricitat en aquella època. Lloseta arribà a tenir tres mines de carbó en activitat durant més de cent anys –Sa Truiola, Sant Tomàs i Can Ramis–, que van romandre obertes fins al 1973. Aquesta activitat minera marcà profundament la vida local; en època recent, l'antic pou de Sa Truiola ha estat rehabilitat com a centre cívic i cultural, conservant-ne l'edifici principal i la xemeneia.
Durant la dècada de 1920, Lloseta creixé urbanísticament pel barri del Morull, però amb un cert retard respecte al Raiguer. El poder polític el concentrava encara el comte d'Aiamans, tot i que la seva influència declinava davant figures emergents com Joan March, que acabà adquirint el Palau comtal. Amb la proclamació de la Segona República (1931), es va viure una mobilització obrera i política notable. Al poble hi havia activitat minera i sabatera, que afavorí l'organització de sindicats i partits d'esquerra. S'hi crearen el Centre Republicà Federal i l'Agrupació Socialista. Malgrat els intents d'evitar les eleccions, aquestes es feren i permeteren l'entrada de regidors republicans i socialistes. L'any 1933, el consistori conservador fou substituït per una Comissió Gestora presidida per Bartomeu Santandreu, que dugué a terme obres públiques i millores als barris més humils. Les eleccions posteriors foren molt ajustades i marcades per incidents; però les esquerres aconseguiren representació.
L'any 1934, arran dels Fets d'Octubre, diversos dirigents socialistes foren empresonats després d'intentar promoure una vaga general. Paral·lelament, la dreta es reorganitzava entorn de la CEDA, amb una joventut que s'incorporava a Falange, sovint sota l'impuls de famílies locals influents. Amb l'aixecament militar de juliol de 1936, l'Ajuntament fou lliurat a les forces franquistes. La Falange prengué el control del poble i s'inicià una repressió severa contra activistes republicans i socialistes. Hi hagué detencions, humiliacions i empresonaments, tot i que no es documentaren execucions massives. Alguns fugiren o s'amagaren durant anys, com el batle Santandreu. Aquest període posà fi a una etapa breu però intensa de mobilització cívica i reivindicació obrera a Lloseta.
A mitjan segle xx també es desenvolupà a Lloseta una indústria sabatera i de marroquineria, a l'estela del potent nucli sabater d'Inca. La fabricació de calçat va arribar a ser un sector econòmic de pes durant dècades. Tot i que es reduí progressivament  aquesta activitat en les darreres dècades, encara es mantenen obertes empreses com Bestard. Un altre esdeveniment clau fou l'establiment d'una gran fàbrica de ciment el 1966, coneguda com a Portland (després Cemex). Aquesta cimentera es convertí en la principal indústria local durant la segona meitat del segle xx, generant centenars de llocs de feina però també polèmica per les emissions contaminants que produïaes. A finals de 2018, l'empresa propietària presentà un projecte per tancar o reduir l'activitat de la cimentera. També inicià un projecte per reconvertir part de les instal·lacions en una planta de generació d'hidrogen verd a partir d'energies renovables. Finalment la cimentera fou clausurada el 2024.

## Patrimoni arquitectònic i cultural

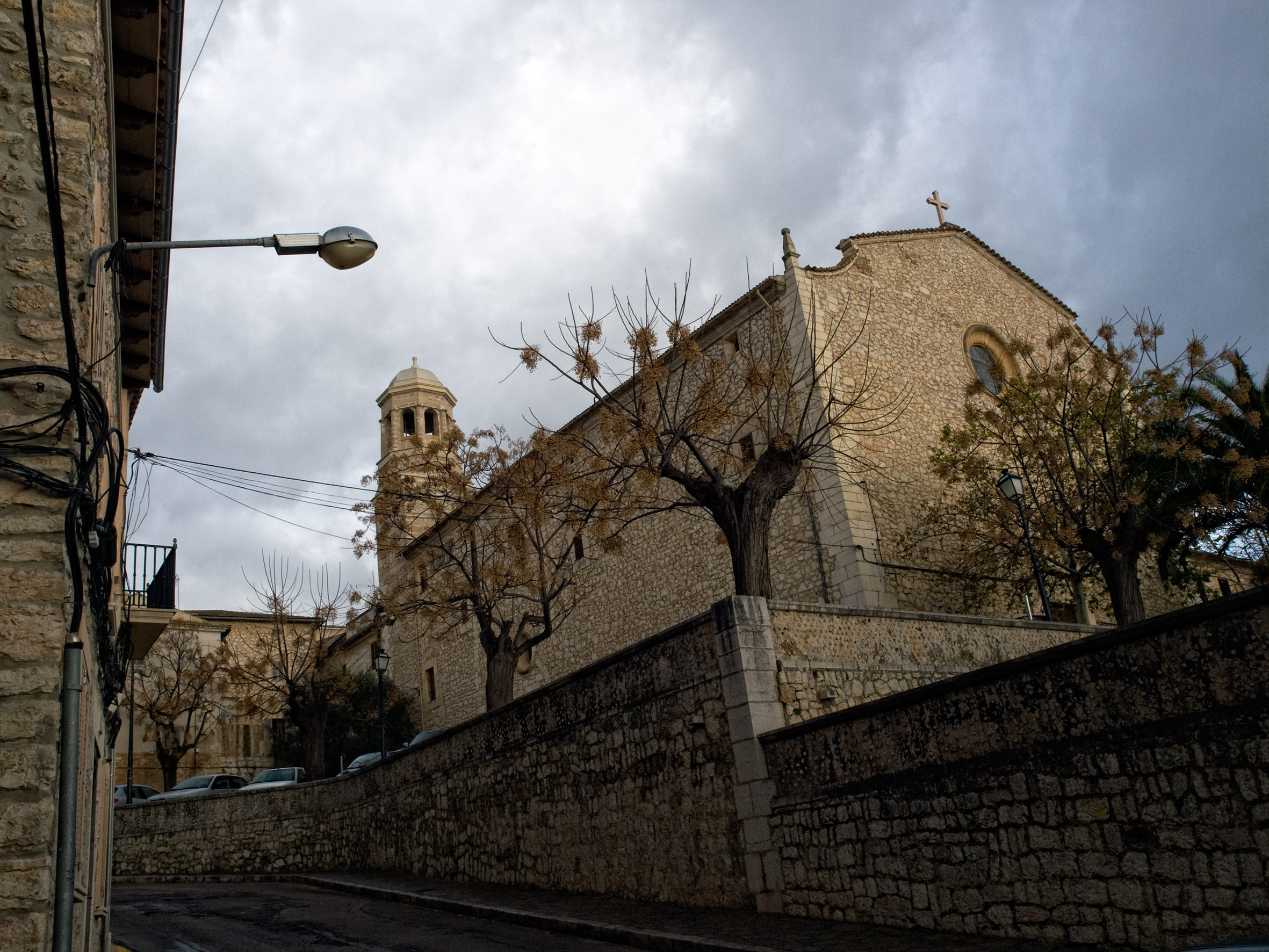
Església parroquial de Lloseta

- Església parroquial de LlosetaEsglésia parroquial de Lloseta: Temple principal del municipi, situat al centre del poble. L'edifici actual és d'estil neoclàssic, construït entre 1844 i 1862 sobre una església anterior. Consta de nau única amb voltes de canó, cornises i columnes de pedra. Abans de l'obra del segle xix, hi ha constància d'un primer temple al segle xiii (esmentat el 1283 i ampliat el 1582) i d'una segona església edificada l'any 1760, indicador de la continuïtat del culte cristià a la vila des de la conquesta medieval.[16] L'element més singular de l'església és la imatge de la Mare de Déu de Lloseta, una talla policromada romànica, possiblement dels segles xi-xii. D'estil romà d'Orient i hieràtic, fou restaurada el 1971 recuperant-ne l'aspecte original després de segles de transformacions barroques. Segons la tradició, fou trobada miraculosa l'any 1233 a la cova del Cocó.[17]

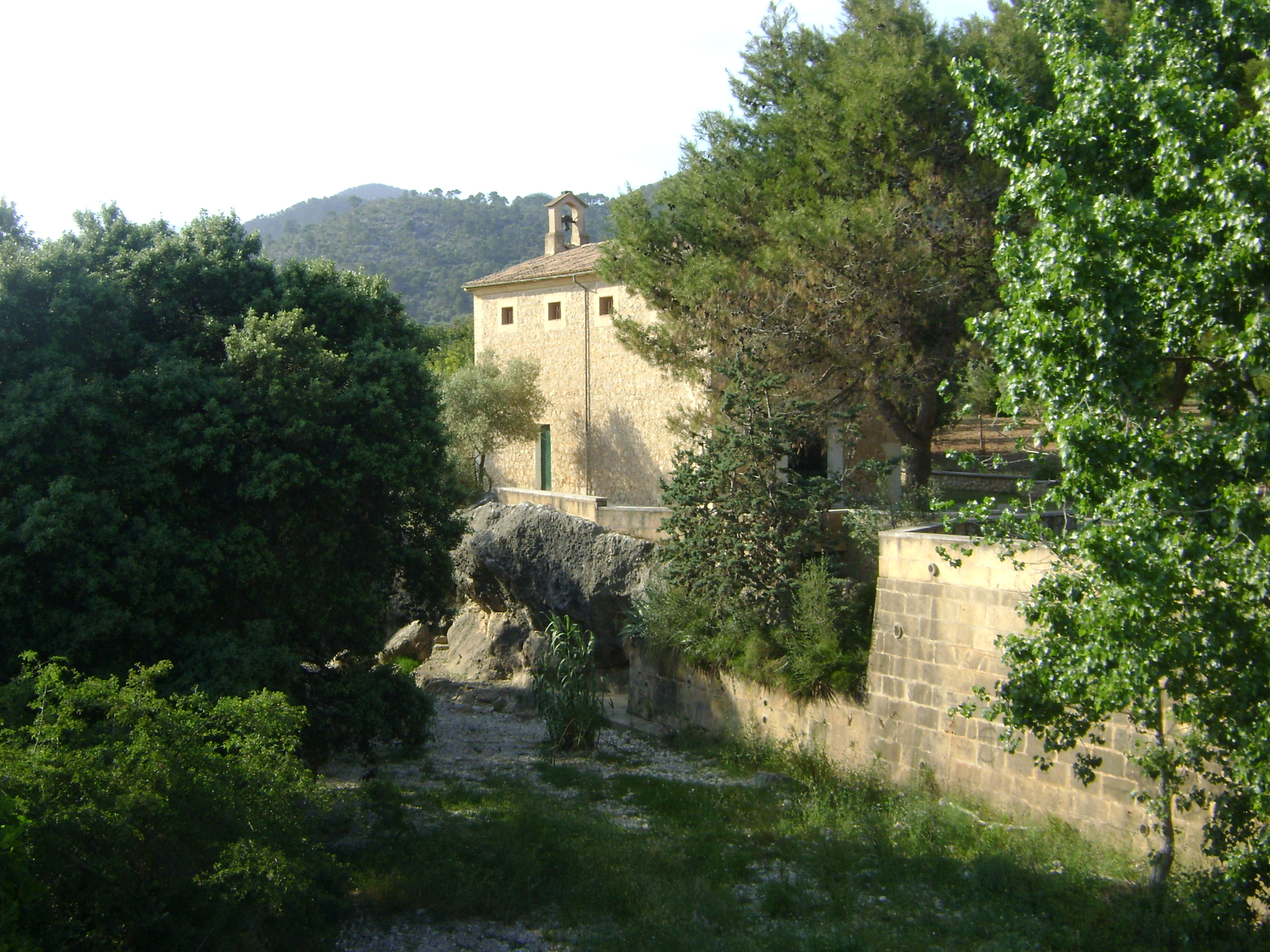
Oratori del Cocó

- Oratori del CocóOratori del Cocó: Petita capella situada als afores del nucli, a l'indret de Son Ramon. Va ser promoguda pel vicari Miquel Arbona l'any 1876 per fomentar el culte a la Mare de Déu de Lloseta. L'oratori, d'estil popular, es construí entre 1877 i 1878. És un edifici amb una petita nau amb volta d'aresta i un retaule que acull una rèplica moderna de la Mare de Déu. L'any 1978, coincidint amb el centenari, s'hi feu una restauració integral; l'antiga imatge de la Mare de Déu (atribuïda a l'escultor Josep Joaneda "de Serra") es retirà el 1974 i es conserva ara a la sagristia de l'església parroquial, mentre que a l'oratori s'hi instal·là una còpia. L'oratori del Cocó va ser declarat Bé d'interès cultural el 1988.[18][19]

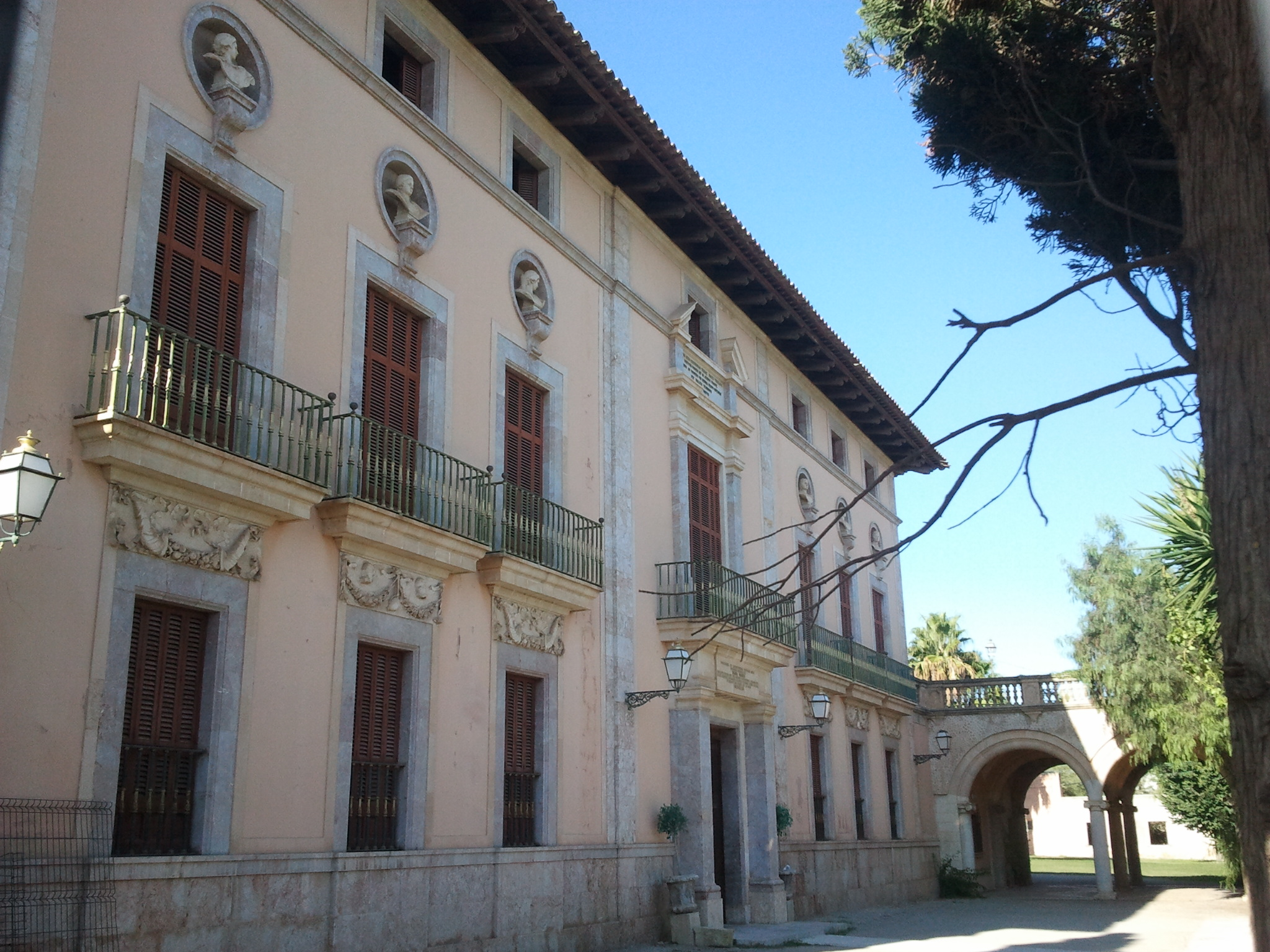
Palau d'Aiamans

- Palau d'AiamansEl Palau d'Aiamans és un edifici senyorial situat a la part alta de Lloseta, envoltat per amplis jardins tancats. Antiga residència dels comtes d'Aiamans i barons de Lloseta, va ser durant segles el centre de poder local. Tot i els seus orígens medievals, l'estructura actual és fruit de reformes profundes, especialment a finals del segle xix i el 1940, quan, sota la propietat de la família March, es remodelà l'interior i la façana sota la direcció de l'arquitecte Gabriel Alomar. Des de 1975 és de titularitat privada i, tot i haver estat declarat Bé d'interès cultural el 1988, el 2018 fou reclassificat com a bé catalogat per facilitar-ne usos turístics i culturals.[20][21]
- Casa dels Posaders d'Aiamans «Cas Comte»: Edifici històric del segle xvii situat entre l'església i el palau comtal. Originalment foren les cavallerisses dels comtes d'Aiamans, i més tard, arran de reformes al palau, es destinà a allotjar els servents dels comtes. S'ha restaurat completament respectant el caràcter històric per convertir-lo en un petit hotel d'interior. L'edifici presenta tres plantes al voltant d'una clastra empedrada que conserva molts elements arquitectònics originals: rajoles antigues, embigats de fusta, arcs i portals de pedra, la façana de pedra en verd i una escala porticada al pati. Actualment funciona com a hotel boutique conegut com Cas Comte.[22]
- Teatre de Lloseta: Inaugurat el 1988, s'ubica als antics terrenys de l'Hort de Can Seda, un espai agrícola regat per un safareig amb molí, avui integrat dins el nucli urbà. El projecte respectà aquest element patrimonial, mantenint la bassa, evocadora dels temps en què infants i jornalers s'hi refrescaven a l'estiu. Abans del nou teatre, el Cine Novedades havia estat el principal espai cultural del poble fins a la seva transformació en gimnàs i posterior adquisició per part de l'Ajuntament. Un grup de joves impulsà llavors una nova activitat escènica que, amb el suport institucional i una subvenció del Consell Insular, culminà en la construcció de l'actual edifici.[23]

## Política
| Eleccions municipals de 28 de maig de 2023 - Lloseta                                            |                                              |                                     |                                     |       |          |          |
| Candidatura                                                                                     | Candidatura                                  | Candidatura                         | Cap de llista                       | Vots  | Vots     | Regidors |
|                                                                                                 | Partit Popular de les Illes Balears          |                                     | Francisca Ramis Pons                | 892   | 27,88%   | 4        |
|                                                                                                 | Partit dels Socialistes de les Illes Balears |                                     | Francisca Campins Fernández         | 776   | 24,25%   | 3        |
|                                                                                                 | Més per Mallorca                             |                                     | Angelina Pérez Sánchez              | 608   | 19%      | 3        |
|                                                                                                 | Proposta per les Illes                       |                                     | Bartomeu Ripoll Bestard             | 352   | 11%      | 1        |
|                                                                                                 | Ara Si                                       |                                     | Javier González Bordas              | 332   | 10,38%   | 1        |
|                                                                                                 | Vox                                          |                                     | David de Silva Voces                | 198   | 6,19%    | 1        |
|                                                                                                 | Vots en blanc                                |                                     |                                     | 42    | 1,31%    |          |
| Total vots vàlids i regidors                                                                    | Total vots vàlids i regidors                 | Total vots vàlids i regidors        | Total vots vàlids i regidors        | 3200  | 100 %    | 13       |
|                                                                                                 | Vots nuls                                    | Vots nuls                           | Vots nuls                           | 35    | 1,08%    |          |
| Participació (vots vàlids més nuls)                                                             | Participació (vots vàlids més nuls)          | Participació (vots vàlids més nuls) | Participació (vots vàlids més nuls) | 3235  | 70,39%** |          |
| Abstenció                                                                                       | Abstenció                                    | Abstenció                           | Abstenció                           | 1361* | 29,61%** |          |
| Total cens electoral                                                                            | Total cens electoral                         | Total cens electoral                | Total cens electoral                | 4596* | 100 %**  |          |
| Batle: Angelina Pérez Sánchez                                                                   |                                              |                                     |                                     |       |          |          |
| Fonts: Infoelectoral (* No són vots sinó electors. ** Percentatge respecte del cens electoral.) |                                              |                                     |                                     |       |          |          |

## Festes i fires
Les festes patronals de la Mare de Déu de Lloseta es celebren dia 8 de setembre. L'acte central consisteix en la celebració religiosa que es fa al matí al temple parroquial, amb l'assistència de les autoritats. El canvi experimentat en els darrers anys ha suposat l'ampliació del ventall d'activitats, tant esportives com culturals, durant la setmana prèvia. Un exemple és el sopar a la fresca, en el qual tots els llosetins i llosetines es reuneixen als diferents carrers del poble.
L'altra festa és la celebració de el Cocó, el primer dimecres després de Pasqua. Aquesta festa és la continuació actual de l'antic pancaritat amb què els llosetins i llosetines veneraven a la Mare de Déu en l'oratori construït a l'antiga possessió de Son Ramon. Aquest dia les autoritats polítiques i eclesiàstiques inicien la festa amb un passeig des del temple parroquial fins a l'oratori, on té lloc la celebració eclesiàstica. Al llarg del dia, i malgrat haver perdut l'encant tradicional a causa de la modernitat, l'actual avinguda del Cocó és el punt on es concentra l'activitat, que compta també amb la presència de visitants dels municipis veïnats.
Per altra banda, Lloseta celebra el mercat setmanal els dissabtes a la Plaça d'Espanya. El mercat té una oferta variada, en la qual hi destaquen els productes alimentaris. També cal destacar la Fira de la Sabata, mostra de calçat que es celebra a final de primavera des de l'any 2000.

## Personatges destacats
- Daniel González Benítez, «Dani Benítez» (1987) es va formar a les categories inferiors del RCD Mallorca i debutà jove a la Segona Divisió B amb el Mallorca B. Les seves qualitats com a extrem esquerrà el portaren a fitxar per l'Udinese italià, que el va cedir al Granada CF. Amb el Granada CF Dani Benítez va viure els seus anys d'esplendor esportiva, contribuint a l'ascens de l'equip de Segona B a Primera Divisió (2011) i consolidant-se com un jugador important a Primera entre 2011 i 2014.
- Miquel Martorell Pou (1937-2021) – Ciclista mallorquí que competí en pista i ruta a nivell internacional. Fou un dels primers ciclistes olímpics de les Illes Balears: va representar Espanya en els Jocs Olímpics de Roma de 1960 en la prova de persecució per equips.
- Pere Joan Martorell i Castelló (1972) és un poeta, narrador i crític literari mallorquí, llicenciat en psicologia. Ha publicat una vintena de llibres i ha estat guardonat amb nombrosos premis, com el Premi Mallorca de narrativa (2017) per La memòria de l'Oracle, el Premi Viola d’argent dels Jocs Florals (2005) i el Premi Ciutat de Palma (2007) per Dansa nocturna. Col·labora habitualment com a crític literari a Última Hora, fou director general de Cultura del Govern balear.
- Antoni Pons Cañellas (1944) és un destacat militant obrer i promotor social. Va iniciar la seva trajectòria a la JOC als anys seixanta, i fou un dels primers impulsors del sindicalisme en l'hoteleria a Mallorca. Cofundador dels Cercles Obrers Comunistes a les Illes, també va liderar la Fundació Deixalles durant 23 anys.

## Esports
El principal club de la vila és el CE Llosetí, que fou fundat el 1944 i que el 2015 pujà a Segona Divisió B. També era de Lloseta el CP Altura, club que competí la dècada dels vuitanta.